# Foria
La foria (del griego phoria, "desviación de los ejes visuales en ausencia del estímulo de fusión") es una desviación latente de los ejes visuales que tan sólo se manifiesta en ausencia de un estímulo visual. Es el estado definido por la posición de giro de los ojos en visión binocular en el que se rompe la fusión de las imágenes. Es un estado inducido, de forma voluntaria o mediante algún artificio, de relajación en el que cada ojo pierde momentáneamente su coordinación con el otro, manteniendo el estímulo visual pero sin que exista integración en el cerebro.
Si los ojos quedan paralelos, se habla de ortoforia; si están girados hacia afuera, se denomina exoforia, y si es hacia adentro, endoforia.